# Chief of the General Staff
Le chef de l'état-major général (CGS) est le titre du chef professionnel de l'Armée britannique depuis 1964. Le chef de l'état-major général est membre du Comité des chefs d'état-major et du Conseil de l'armée de terre. Avant 1964, il était chef de l'état-major Général Impérial (CIGS). Depuis 1959, le poste est immédiatement subordonné au chef d'état-major de la Défense, poste occupé par le chef professionnel des Forces armées britanniques.
Le chef de l'état-major actuel est le général Sir Patrick Sanders, qui a succédé à son prédécesseur, le général Sir Mark Carleton-Smith (en) en juin 2022.

## Fond
Le titre est également utilisé pendant cinq ans entre la mort du Commandant en chef des Forces en 1904 et l'arrivée du chef de l'état-major Général Impérial en 1909. Le poste est alors occupé par le général Sir Neville Lyttelton et, brièvement, par le maréchal Sir William Nicholson.
Tout au long de l'existence du poste, le chef d'état-major a été le premier Militaire membre du Conseil de l'armée.

## Rôle
Le chef était responsable du commandement de toute l'armée britannique. Pendant la Seconde Guerre mondiale, le général Brooke s'est concentré sur la grande stratégie et sur ses relations, par l'entremise des chefs d'état-major et de ses homologues américains. Il était également responsable de la nomination et de l'évaluation des commandants supérieurs, de l'affectation de la main-d'œuvre et de l'équipement, et de l'organisation des forces aériennes tactiques à l'appui des opérations terrestres des commandants sur le terrain.; il avait également la responsabilité principale de superviser les opérations militaires des unités françaises libres, polonaises, néerlandaises, belges et tchèques qui relevaient de leurs gouvernements en exil à Londres. Brooke attribua vigoureusement des responsabilités à ses adjoints, et malgré la méfiance historique traditionnelle qui existait entre les militaires et le côté politique du Ministère de la guerre, il s'entendait assez bien avec son homologue, le Secrétaire d'état à la guerre, D'abord David Margesson, puis Sir James Grigg.

## Liste des chefs

### Chefs d'état-major (1904—1909)
- 1904—1908 Neville Lyttelton
- 1908—1909 William Nicholson

### Les chefs de l'état-major Général Impérial (1909-1964)
- 1909—1912 William Nicholson
- 1912—1914 John French
- 1914—1914 Charles Douglas (en)
- 1914—1915 James Wolfe-Murray
- 1915—1915 Archibald Murray
- 1915—1918 William Robertson
- 1918—1922 Henry Hughes Wilson
- 1922—1926 Frederick Lambart
- 1926—1933 George Milne
- 1933—1936 Archibald Montgomery-Massingberd
- 1936—1937 Cyril Deverell
- 1937—1939 John Vereker
- 1939—1940 Edmund Ironside
- 1940—1941 John Dill
- 1941—1946 Alan Brooke
- 1946—1948 Bernard Montgomery
- 1948—1952 William Slim
- 1952—1955 John Harding
- 1955—1958 Gerald Walter Robert Templer
- 1958—1961 Francis Festing
- 1961—1964 Richard Hull (en)

### Les chefs de l'état-major Général (1964—présent)
- 1964—1965 Richard Hull (en)
- 1965—1968 James Cassels (en)
- 1968—1971 Geoffrey Baker (en)
- 1971—1973 Michael Carver (en)
- 1973—1976 Peter Hunt (en)
- 1976—1979 Roland Gibbs (en)
- 1979—1982 Edwin Bramall
- 1982—1985 John Wilfred Stainer (en)
- 1985—1988 Nigel Bagnall (en)
- 1988—1992 John Chapple
- 1992—1994 Peter Inge
- 1994—1997 Charles Guthrie
- 1997—2000 Roger Wheeler (en)
- 2000—2003 Michael Walker
- 2003—2006 Mike Jackson
- 2006—2009 Richard Dannatt
- 2009—2010 David Richards
- 2010—2014 Peter Wall (en)
- 2014—2018 Nick Carter (en)
- 2018—2022 Mark Carleton-Smith (en)
- 2022—Présent Patrick Sanders

## Référence